# Pip Iwan Maramureș
Der Pip Iwan Maramureș (ukrainisch Піп Іван Мармароський Pip Iwan Marmaroskyj; rumänisch Vârful Pop Ivan) ist ein 1938 m hoher Berg im Maramuresch-Gebirge einem Gebirgszug der Waldkarpaten.

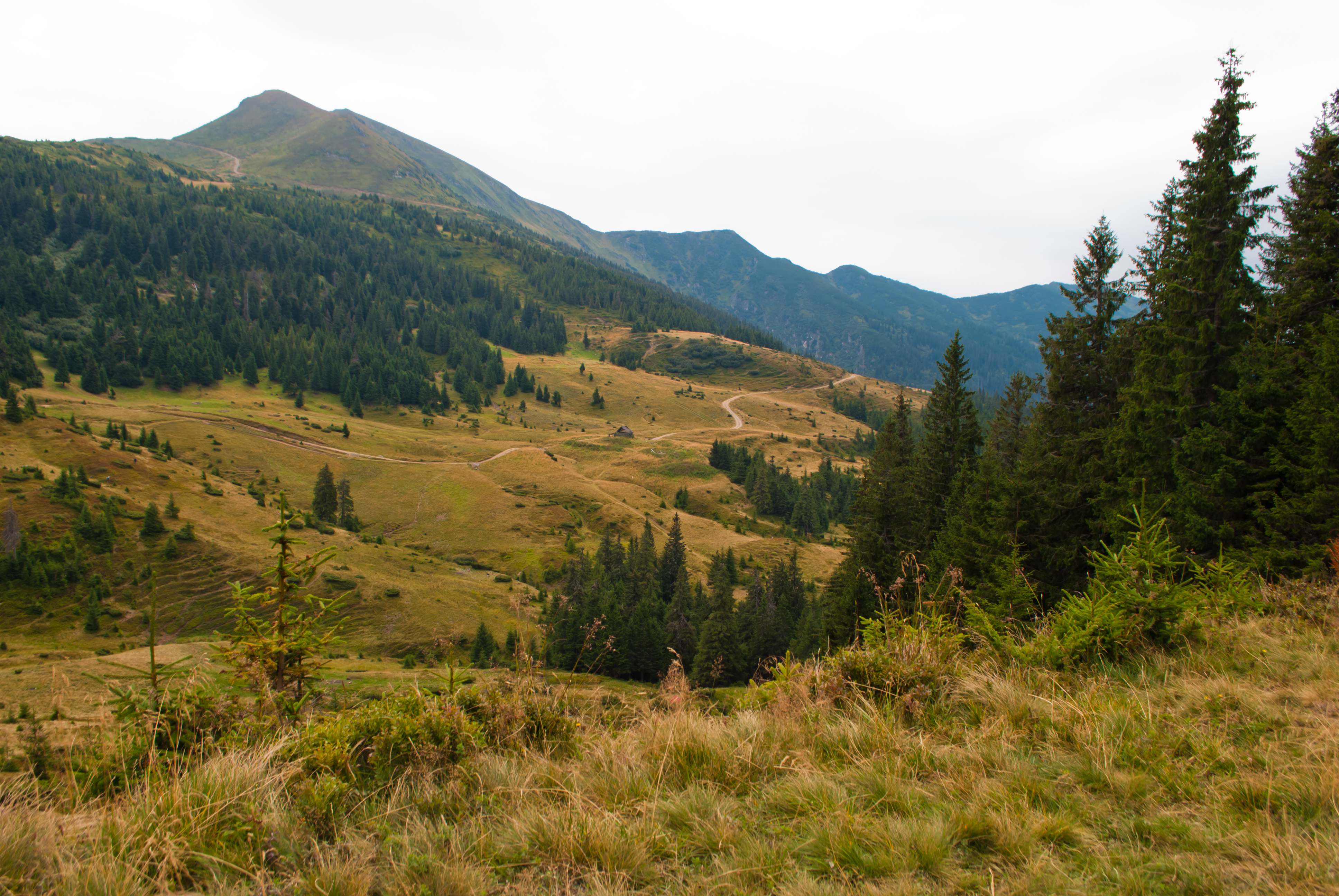
Blick auf den Pip Iwan Maramureș

Der Pip Iwan Maramureș besteht hauptsächlich aus Gneis und ist die höchste ukrainische Erhebung der Maramureș-Berge. Er hat eine Pyramidenform und nach Nordosten einen Steilhang. Der Berg besitzt ein Gletscherkar und einen kleinen Bergsee.

## Geographische Lage
Der Berg liegt im ukrainischen Rajon Rachiw der Oblast Transkarpatien auf der Grenze zum rumänischen Kreis Maramureș innerhalb des Biosphärenreservat Karpaten.
Die nächstgelegene Ortschaft ist der ukrainisch-rumänische Grenzort Dilowe.